# スリートーンズ
スリートーンズはコーラス漫談のグループ。1962年（昭和37年）に、若菜はるお、宮崎じゅん、高橋わたるの3人が結成し、浅草松竹演芸場にて旗揚げされた。
(出典・東京ボーイズ協会「ボーイズ読本」小島貞二編、昭和40年10月。）落語芸術協会に加入し春風亭柳昇門下として寄席にあがった。

## 略歴
- 昭和38年 テレビ・ラジオ・各局に出演。大阪吉本興業うめだ花月劇場、なんば花月劇場等に出演。
- 昭和39年 東京宝塚劇場に出演、ほか東宝名人会等に出演。
- 昭和40年 東京ボーイズ協会（現ボーイズバラエティ協会）に加入。
- 昭和45年 「べる鈴」（ベルリン）と名づけたオリジナル楽器の演奏で注目された。
- 昭和54年 解散、解散時のメンバー、若菜はるお、ごぼう公夫（さいたまんぞう）武者博和（ブッチー武者）。
- 昭和55年 リーダーの若菜はるお、日本演芸家連合事務局長に就任。平成19年退任、演芸デザイン室。